# 三宅村 (愛知県)
三宅村（みやけむら）は、愛知県中島郡にかつてあった村。
現在の稲沢市平和町の一部と板葺町などに該当する。

## 歴史
- 1878年（明治11年） - 旧来の三宅村と清兵衛新田が合併し、三宅村（初代）となる。
- 1889年（明治22年）10月1日 - 三宅村、板葺村、東城村が合併し、三宅村（2代）が発足。
- 1906年（明治39年）
  - 5月2日 - 村域の一部（三宅、東城）が分離し、六輪村、左右川村、井長谷村の一部と合併、平和村が発足。
  - 5月10日 - 残部が実田村、吉田村、豊田村、及び大江村の一部と井長谷村の一部（旧・井堀村）と合併し、千代田村が発足。同日三宅村廃止。